# Уасс, Мишель-Анж

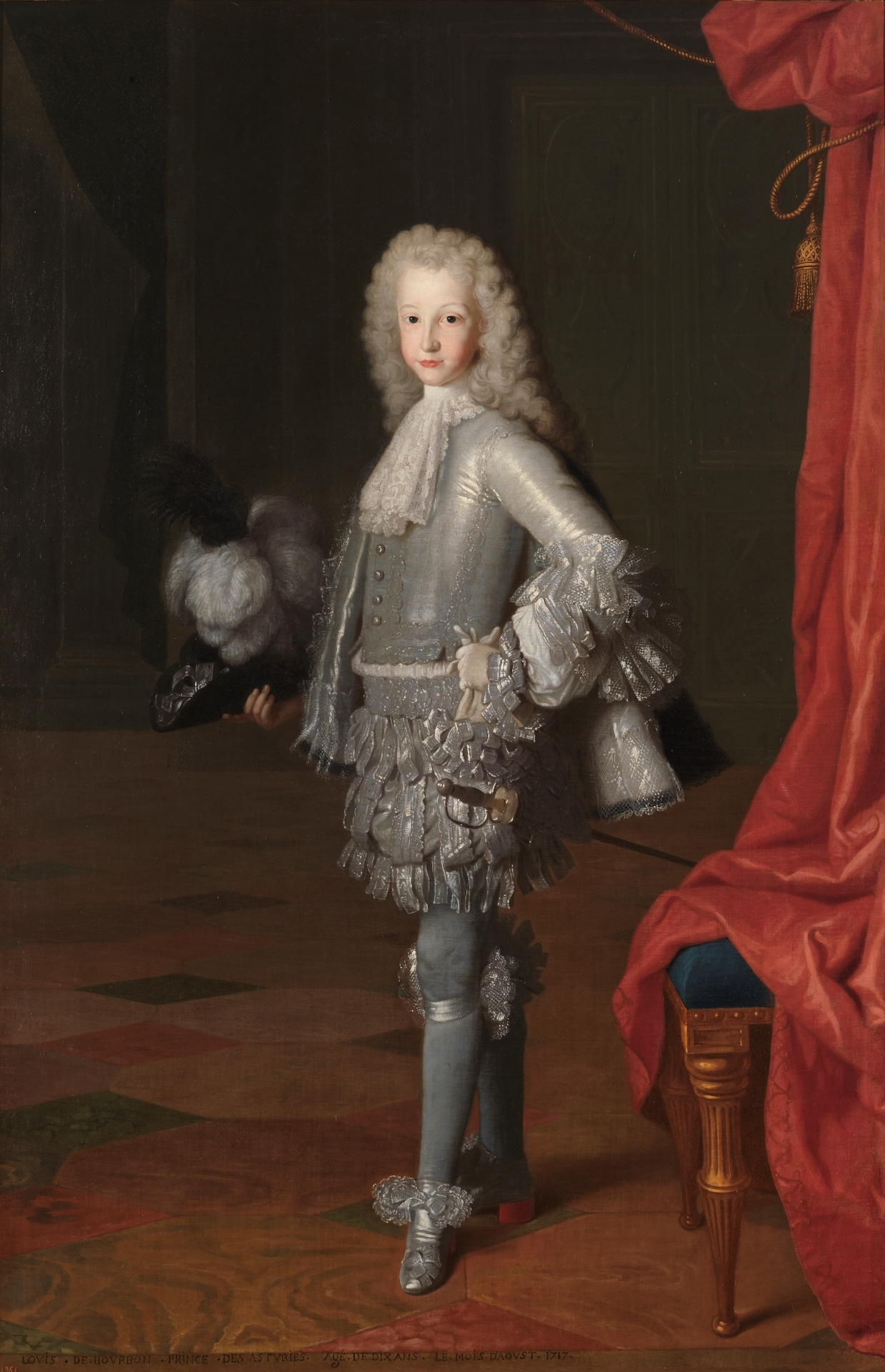
«Портрет Луиса, первого принца Астурийского» (1717)

Мишель-Анж Уасс (фр. Michel-Ange Houasse; около 1680, Париж — 30 сентября 1730, Арпажон, Иль-де-Франс) — французский художник эпохи рококо.
Член французской Королевской академии изящных искусств (с 1706).

## Биография
Первые уроки живописи получил в мастерской своего отца живописца Рене-Антуана Уасса (1645—1710). Продолжил учёбу во Французской Академии живописи и скульптуры.
Овладев ремеслом в 1699 г. отправился в Рим, где жил и творил до 1705 г. В 1715 г. по приглашению премьер-министра короля Филиппа V Жана Орри приехал в Испанию. Получил звание придворного королевского живописца (Pintor de Cámara du Roi), которое носил до конца жизни.
Мишель-Анж создал целый ряд портретов испанской королевской семьи, в том числе, будущего короля Луиса I, а также историко-мифологических и религиозных картин и сельских сцен Испании, в стиле фламандского барокко.
Автор многих пасторальных и буколических жанровых картин. Творил под влиянием А. Ватто и Н. Пуссена.
В 1727 г. больным вернулся на родину. Затем, вновь отправился в Испанию и вернулся в Мадрид, где его здоровье продолжало ухудшаться . Умер в 1730 году в Арпажоне, на обратном пути в Париж.
Несмотря на то, что Мишель-Анж Уасс семь лет работал при королевском дворе, сохранились лишь немногие из написанных им портретов.

## Избранные работы
- «Геркулес и Лихас», 1707 , Музей изобразительных искусств в Туре
- «Портрет Луиса, первого принца Астурийского», 1717, Прадо, Мадрид
- «Bacchanale» , 1719 , Прадо, Мадрид
- «Жертва Бахуса», 1720, Прадо, Мадрид
- «Святое семейство», 1726, Прадо, Мадрид
- «Вид монастыря Эскориал» , 1720—1730, Прадо, Мадрид

|  |  |  |  |